# 케이케이
케이케이 (KK 또는 KEIKEI, 본명: 김규완, 1983년 10월 11일 ~)는 대한민국의 힙합 뮤지션이다. 오랫동안 Sniper Sound와 Buddha Baby에 소속되어 활동하였으나 현재는 브로핏 레코즈란 레이블에 소속되어있으며, Blockbuster Records와도 해체 전까지는 크루 개념으로 한 동지로 활동하여왔다. 초등학교 때 중이염으로 왼쪽 청각을 잃어 "힙합계의 베토벤"이라는 별명이 붙어있다.

## 생애

### 초창기
KK는 중학생 때 X-Teen의 무대를 보며 힙합에 빠지기 시작하였다. 대학교에 올라와 더욱 음악 쪽의 커리어를 좇기로 마음 먹은 그는 아주대학교를 중퇴 후 서울재즈아카데미에 진학하였으며, 아웃사이더와의 친분도 이즈음 시작되었다. 이후 2003년 그는 Add9이란 이름으로 활동을 시작하였는데, 활동 기반은 클럽 Slug.er였으며, 첫 번째 녹음 음원은 KEIKEI의 이름으로 Slug.er 컴필레이션 앨범 True Music Basement에 실렸다. 이보다 앞서, 2005년 Sunday 2PM의 EP Audition, 2006년 아웃사이더의 싱글 Speed Star의 녹음, 믹싱, 마스터링 작업을 도맡아하였다. 그러던 중, 9월 힙합플레이야를 통해 "Bring da BEAT back"이라는 비트메이킹 레슨을 동영상으로 연재하면서 사람들에게 조금 더 이름을 알릴 수 있었다. 얼마 안 가, Blockbuster Records가 공식 출범하면서 KEIKEI는 창립 멤버로 들어가게 되었다.

### 스나이퍼 사운드
그러던 중, Outsider가 Sniper Sound와 계약을 맺었고, Outsider를 통해 KEIKEI는 MC 스나이퍼와 친분을 쌓게 된다. 이 인연은 커져 2008년 3월 그는 Sniper Sound와 계약을 맺고, 첫 활동으로 배치기 3집에 자신의 비트를 제공하였다. 점차 Sniper Sound와의 활동이 많아지면서 자연스럽게 KEIKEI는 Buddha Baby의 일원이 되었다. 이에 따라 그는 Blockbuster Records의 정식 멤버가 아닌 의리 멤버가 되었으나, 여전히 Blockbuster Records의 앨범을 믹싱/마스터링해주는 등의 큰 도움을 주었다. 그가 더욱 유명해진 계기는 Overclass와 Buddha Baby 간의 디스전에서 그가 첫 반격곡 Fuckers-Class를 내놓은 일이었다. 점차 KEIKEI는 Sniper Sound 내에서 활동 영역을 넓혀갔으며, 2009년에는 JayRockin', RP.testtype, 정쌍 등과 함께 Black Wheelz Riders 크루를 결성해 활동하기도 하였다. 2010년에는 아웃사이더 2.5집, 정쌍 미니 앨범, Illinit EP, LMNOP EP, Blockbuster Records의 컴필레이션 등에 참여하였다. 특히 아웃사이더에게 만들어준 만든 〈주인공〉이나 〈피에로의 눈물〉 시리즈 등의 곡들은 그의 인지도를 더욱 올려주는 데 한몫하였다.

### 공식 데뷔 및 활동
Blockbuster Records 해체 이후, 그는 스나이퍼 사운드 외의 대외적 활동은 삼가면서 자신의 앨범에 집중하였다. 2012년 스나이퍼 사운드와의 계약이 만료되어 나온 그는 달과별뮤직에 새 둥지를 틀고, 그 해 8월 세 곡 전곡을 작사/작곡한 그의 첫 번째 싱글 Stand By가 발매하였다. 이를 기점으로 그는 자신의 이름 표기를 KEIKEI에서 KK로 바꾸었다. 이 앨범에서 그는 기존의 정확한 발음의 랩에 멜로디를 더해 "멜로디 랩"으로 자신의 스타일을 규정지었다. 타이틀곡 〈시월에 핀 붉은 꽃〉으로 공중파 데뷔를 계획하였으나 자살을 연상시킨다는 이유로 지상파 3사 방송 불가 판정을 받아 활동은 나머지 곡으로 하였다. 2013년에는 기존 곡들에 신곡을 더한 8곡의 미니 앨범이 발표되었고 2013년 4월에는 어반 자카파의 보컬 조현아와 함께한 99°C가 발매되었다.
한편 MC 스나이퍼와 아웃사이더의 법정 분쟁이 불거진 후인 2013년 9월, KK는 아웃사이더를 노린 것으로 알려진 MC 스나이퍼의 〈왜〉에 대한 답가로 알려진 〈로시난테 (Re:Y)〉를 발표하여 한동안 이슈가 되기도 하였으며, 이어 디지털 싱글 〈쏴라〉를 발표하였다. 이 곡과 후에 발표된 〈나는 전설이다〉에서 그는 멜로디 랩을 버리고 예전과 맞먹는 상당한 속도의 속사포 랩으로 돌아왔다. 2014년 1월에는 함께 달과별 소속이 된 Nashow, LMNOP와 함께 KNL이라는 프로젝트 팀을 결성하였다.
이후 아웃사이더의 디스곡인 '제발 자러가라'를 발표하고 아웃사이더 2집 수록곡인 speed racer관련 미정산을 신랄하게 비난한다. 이에 아웃사이더측은 몰랐다는 반응이다.
최근 자신의 공식 유튜브(2017 상반기)에서 아웃사이더와의 관계를 묻는 질문에 여전히 매우 싫어하며 미지급정산금액은 회사를 통해 받았다고 말했다.
쇼미더머니6에 도전했으나 탈락했다.
대표곡: My Music, 〈미치도록〉, Return, 〈시월에 핀 붉은 꽃〉, 〈통증〉, 99°C, 〈쏴라〉, 〈나는 전설이다〉
2019년 관광중 목 부상을 당해 전신마비가 되었다.

## 디스코그래피
- 2011년 9월 2일 디지털 싱글 Return
- 2012년 8월 9일 정규앨범 Stand By
- 2012년 9월 17일 디지털 싱글 《헤어지러 가는 길》
- 2013년 2월 8일 정규앨범 Variety Show
- 2013년 4월 30일 디지털 싱글 99°C
- 2013년 9월 13일 디지털 앨범 《속사포》
- 2013년 11월 21일 디지털 싱글 《나는 전설이다》
- 2014년 2월 12일 디지털 싱글《들이대 (Bounce!!!)》
- 2014년 4월 23일 디지털 싱글 《Man Up》
- 2014년 10월 6일 디지털 앨범 《힐링타임》
- 2015년 1월 29일 디지털 싱글 《내편 남편》
- 2015년 12월 21일 미니앨범 《Deus Ex Machina》
- 2016년 5월 18일 디지털 싱글 《Matador》
- 2017년 8월 2일 디지털 싱글 《러브홀릭 (LOVE HOLIC)》
- 2017년 8월 22일 디지털 싱글 《Rapsus》
- 2017년 9월 14일 정규앨범 《DREAMS》